# 敌后武工队

小说封面

《敌后武工队》，是冯志从1940年代开始创作的长篇小说，于1958年由解放军文艺出版社出版。以冀中军民抗日斗争作为故事背景，后被改编成电影和电视剧。

## 内容
冀中军区九分区派遣魏强、贾正二人回到冀中，开展敌后工作。 

## 出版信息
- 1958年11月.解放军文艺出版社首版
- 2005年.人民文学出版社.ISBN 9787020049158